# Rue du Docteur-Roux
La rue du Docteur-Roux est une voie du quartier Necker du 15e arrondissement de Paris, en France.

## Situation et accès
La rue du Docteur-Roux est une voie publique située dans le 15e arrondissement de Paris. Elle débute place Jacques-et-Thérèse-Tréfouël, au 34-40, boulevard Pasteur, et se termine au 49, rue des Volontaires.

## Origine du nom
Cette rue rend hommage au bactériologiste Émile Roux (1853-1933), collaborateur de Louis Pasteur et fondateur avec lui de l'institut éponyme qui a son siège dans cette rue et dont il est directeur général en 1904.

## Historique
La voie est créée et prend sa dénomination actuelle en 1934, après le détachement de la section nord-est de la rue Dutot. 

## Bâtiments remarquables et lieux de mémoire
- No 11 : entrée principale de l'église Saint-Jean-Baptiste-de-La-Salle (une seconde entrée se trouve rue Falguière).
- Nos 25-28 : institut Pasteur et musée Pasteur.